# Marie d'Amnia
Pour les articles homonymes, voir Marie.
Marie d'Amnia dite parfois l'Arménienne (vers 770-après 823) est une impératrice de l’Empire Byzantin de 788 à 795. Elle est l’épouse de l’empereur Constantin VI, fils de l’impératrice Irène. Marie est choisie par cette dernière, à la suite d’un concours de beauté, pour épouser Constantin VI. Marie sera, par la suite, impératrice jusqu’à son divorce en janvier 795. Puis, elle sera exilée dans un monastère, sur l’île de Prinkipo, et contrainte à devenir religieuse par Constantin VI. Marie d’Amnia aura deux filles lors de son mariage : Irène et Euphrosyne. Cette dernière sera également nommée impératrice à la suite de son mariage avec Michel II en 820.

## Biographie
Marie d’Amnia serait née dans les alentours de 770-774. Elle venait, comme son nom l’indique, d’Amnia dans le thème de Paphlagonie.

### Famille
Elle provient d’une famille issue de l’aristocratie, ce qui lui permettra d’être éligible au concours lancé par Irène. Son grand-père était Philarète et sa grand-mère se nommait Théosebo, le premier sera plus tard consacré saint Philarète, un homme important en Paphlagonie bénéficiant de liens privilégiés avec le haut fonctionnaire du fisc de la région. Il était également reconnu et respecté pour être un homme très pieux et d’une extrême générosité. En effet, Philarète était un homme riche possédant la plus belle maison de la région d’Amnia ainsi qu’une cinquantaine de fermes, un immense troupeau de bétail et un grand nombre d’esclaves. Toutefois, il aurait fait don de toutes ses possessions et de son domaine à ceux qui en avaient besoin, ne conservant que sa propre maison. Il est également décrit comme étant un homme doux et tempéré. Son petit-fils, Niketas d’Amnia, cousin de Marie, fut moine et écrivit en 821-822 la Vie de saint Philarète racontant ainsi l’existence de son grand-père et de ses bonnes actions. Philarète décède en 792 dans le monastère de Krisis ou celui de Rhodophyllion situé à Constantinople.
Les autres membres de la famille de Marie sont moins connus. Le nom de son père n’est pas mentionné. Sa mère, pour sa part, se prénommait Hypatia. Marie avait également deux sœurs : Myranthia et Euanthia et un frère nommé Petronas.

### Concours de beauté
Marie d’Amnia fut choisie pour épouser l’Empereur Constantin VI lors d’un concours de beauté. Cette coutume fut instaurée par l’impératrice-régente Irène à la suite de l’annulation de l’accord de mariage de son fils. En effet, depuis plusieurs années, une alliance avait été faite entre Irène et le roi Franc, Charlemagne. Constantin VI devait épouser Rothrude, la fille de Charlemagne. Mais à la suite de la paix avec Rome, Irène considéra que l’alliance n’était plus nécessaire et mit fin à celle-ci. Il semblerait aussi que cette rupture aurait été motivée par la crainte d’Irène d’avoir un allié trop puissant qui pourrait intervenir dans les affaires byzantines puis qu’elle considérait que son fils était d’une grande faiblesse. Constantin VI était insatisfait de l’annulation de ces fiançailles, il désirait épouser Rothrude de qui il s’était entiché. Malgré tout, il était maintenant nécessaire de trouver une nouvelle épouse pour l’empereur de Byzance.
De cette façon, des émissaires sont choisis pour parcourir l’ensemble des régions de l’Empire et sélectionner des jeunes filles aristocrates correspondant aux critères fournis. Parmi ces critères il y avait entre autres la taille des pieds, le poids, la grandeur ainsi que les origines de la jeune fille qui devait provenir d’une bonne famille. Cette coutume des concours de beauté fera voyager les jeunes filles des régions les plus éloignés de Byzance dans l’espoir d’être choisies pour devenir impératrice et faire partie de la famille impériale.
Lorsque les émissaires seraient arrivés à Amnia, ils se seraient directement dirigés vers la maison de Philarète puisque ce dernier était un puissant aristocrate de la région. Toutefois, une anecdote raconte que ce dernier était devenu si pauvre, après avoir donné tous ses avoirs, qu’il n’aurait pas eu de quoi recevoir et accueillir dignement les émissaires impérieux. Alors après avoir tenté en vain de retenir les émissaires, les chefs du village seraient entrés chez Philarète pour lui offrir de magnifiques plats de viande afin qu’il puisse être un hôte présentable pour les émissaires. Par la suite, la mère de Marie aurait présenté à ceux-ci ses trois filles et ils auraient choisi Marie. Marie d’Amnia quitte alors pour Constantinople, accompagnée de sa famille et de toute la maisonnée. 
Une fois arrivées à la capitale, les candidates sont présentées à Irène, Impératrice régente, Constantin VI et l’eunuque Staurakios, conseiller impérial. Irène s’assure que son fils ne puisse pas choisir lui-même sa future épouse. Marie est sélectionnée parmi dix autres jeunes filles aristocratiques. On décrit Marie comme étant jolie, intelligente et pieuse. Irène l’aurait sans doute choisie en étant certaine qu’elle lui serait soumise et redevable puisque sa famille ne possédait plus rien.
Une fois la gagnante sélectionnée, Marie devient « la plus belle femme de l’Empire » et l’on mettra de l’avant la dévotion religieuse de sa famille. Les membres de sa famille, notamment sa mère et ses sœurs se joindront à la cour où ces dernières auront droit également à de bons mariages, l’une épousera le patrikios Konstantinakios et l’autre sera mariée au Roi Lomnard Argouses.

### Le mariage de Marie etConstantinVI
Malgré le mécontentement de Constantin qui ne veut pas épouser Marie, le mariage a bel et bien lieu au mois de novembre 788 alors que Constantin est âgé d’environ 18 ans et Marie entre 14 et 18 ans. Après la célébration, le couple impérial s’installe dans les quartiers de l’Empereur du Grand Palais à Constantinople. C’est là, dans la « Chambre violette » que Marie donnera naissance à leur première fille vers 789. L’enfant de Marie est nommée Irène en l’honneur de l’impératrice-mère dans le but de suivre la tradition des Empereurs byzantins selon laquelle les enfants sont prénommés avec le nom de leurs grands-parents d’abord paternel puis maternel. Le second enfant du couple sera cependant appelée Euphrosyne puisque le nom de la mère de Marie, Hypatia serait un prénom d’origine grecque.
Contrairement à l’Impératrice Irène, Marie ne fut pas couronnée du titre de basilissa avant son mariage. De plus, elle n’obtient le titre d’Impératrice que plus tard, on lui conseilla même d’attendre la naissance d’un héritier mâle. Tout cela est bien entendu la décision d’Irène qui désire que Marie lui reste subordonnée.

### Durant le règne deConstantinVI
Constantin VI est nommé co-empereur par son père Léon IV en 776. À la mort de ce dernier en 780, Constantin, n’ayant que six ans, est couronné Empereur et c’est sa mère l’Impératrice Irène qui prend la régence de l’Empire. Irène est reconnue pour être une femme d’une très grande ambition et désirant le pouvoir. Malgré le fait que Constantin VI devient en âge de gouverner, elle prend soin de le tenir à l’écart de toutes les décisions incluant le choix de sa future épouse. Après son mariage, Constantin est frustré de voir l’ensemble des pouvoirs entre les mains de sa mère et du proche conseiller de cette dernière, l’eunuque Staurakios. Il se révolte alors contre celui-ci, mais la révolte est matée : les alliés de Constantin sont torturés, emprisonnés ou exilés et l’Empereur lui-même est enfermé dans ses appartements. En 790, la révolte a gagné les thèmes qui exigent que l’Empereur soit libéré. Irène, effrayée, accepte et se retire dans un monastère. Constantin VI connaissait une certaine popularité auprès de l’armée, il était toujours prêt à aller en guerre, auprès des membres de l’Église orthodoxe et auprès des classes inférieures. Malgré tout cela, deux ans après, Constantin rappelle sa mère et la nomme à nouveau Impératrice. Irène convainc alors son fils de punir ses anciens alliés, le rendant vite impopulaire.

### Exil de Marie d'Amnia
Constantin VI avait pour maîtresse une des filles d’honneur de l’Impératrice Irène, prénommée Théodote. Apprenant cela, Irène encourage son fils à divorcer de Marie d’Amnia et d’épouser Théodote à la place. Après la naissance de leurs deux filles, Constantin ne croit pas que Marie pourra lui donner un successeur mâle et n’ayant jamais désiré épouser cette dernière, il cherche alors à divorcer. Selon Théophanes, il aurait alors porté de fausses accusations envers sa femme, l’accusant d’avoir comploté contre lui et d’avoir tenté de l’empoisonner dans le but d’avoir droit de divorcer. Malgré le fait que le peuple et l’église voient clairement les véritables intentions de l’empereur Constantin VI, ils ne peuvent rien faire pour empêcher le divorce et l’exil de Marie. 
En 795, sept mois après le départ de Marie, Constantin épouse Théodote créant par le fait même une révolte de la part de l’Église. Irène profite du scandale pour écarter son fils une bonne fois pour toutes du trône où elle régnera jusqu’à son propre renversement en 802. 
Marie d’Amnia, pour sa part, sera exilée, avec ses deux filles, Irène et Euphrosyne, dans un  monastère situé sur l’île de Prinkipo dans la mer de Marmara tout près de Constantinople. Ce monastère avait été fondé par l’impératrice Irène et c’était le même où elle avait passé quelque temps lors de son propre exil. La localisation de ce monastère rendait impossible toute évasion sauf en passant par la mer. Marie s’y retrouva ainsi emprisonnée et contrainte à rejoindre la communauté religieuse. Elle fut tonsurée et elle enfila la robe monastique. Elle ne quittera pas le monastère jusqu’à sa mort. Pour ce qui est de ses filles, elles furent bien traitées avec des quartiers adaptés, ainsi que des personnes pour assurer leur éducation jusqu’à ce qu’elles soient en âge de devenir religieuses à leur tour.

### Son héritage
Alors qu’elle était encore mariée à Constantin VI, Marie d’Amnia avait donné naissance à deux filles. Irène, née environ une année après le mariage de ses parents, deviendra religieuse dans le monastère où elles avaient été exilées et il semblerait qu’elle soit décédée assez jeune. 
La seconde fille de Marie, Euphrosyne allait également devenir impératrice. Née entre 791 et 794, elle aurait passé presque toute son existence au monastère sur l’ile Prinkipo puis elle serait retournée à Constantinople où elle aurait épousé le nouvel Empereur Michel II après que celui-ci ait perdu sa première épouse. Cette action politique avait pour but de renforcer la légitimité de Michel II, premier membre de la nouvelle dynastie amorienne, comme Empereur Byzantin. Alors qu’Euphrosyne partait pour la capitale de Byzance, Marie serait restée au monastère refusant de l’accompagner car il semblerait que celle-ci s’opposait au mariage entre sa fille et l’Empereur. Malgré cela, l’union eut lieu et Euphrosyne devint impératrice en 820. 
Durant le règne de Michel II, dans les environs de 830, Marie d’Amnia est décédée vers l’âge de 60 ans. Elle sera enterrée dans le monastère Kyra Euphrosyne, qui était anciennement le monastère ta Libadeia, jadis appartenant à l’impératrice Irène, et qui fut reconstruit et renommé par l’impératrice Euphrosyne. Cette dernière y enterrera également les autres membres de sa famille, notamment les reliques de son père Constantin VI.
La fille de Marie d’Amnia sera la dernière représentante de la dynastie isaurienne.